# Barbara Henniger
Barbara Henniger (geboren 9. November 1938 in Dresden) ist eine deutsche Karikaturistin und Buchautorin.

## Leben
Barbara Henniger wuchs in Dresden-Striesen als Tochter eines Klempners und einer Friseurin auf und studierte nach dem Abitur zunächst von 1956 bis 1958 an der Technischen Hochschule Dresden Architektur. 1959 nahm sie ein Volontariat beim Sächsischen Tageblatt in Dresden auf. Für diese vom Landesverband Sachsen der Liberal-Demokratischen Partei Deutschlands herausgegebene Tageszeitung war sie von 1959 bis 1967 als Journalistin und Karikaturistin tätig. Dort lernte sie auch ihren Mann kennen, den sie 1967 heiratete. 1964 begann sie ein externes Studium an der Fachschule für Journalistik des Verbands der Journalisten der DDR.
Da ihr Mann Heinfried Henniger eine Anstellung als Lektor im Buchverlag Der Morgen erhielt, zogen sie 1967 nach Strausberg. Henniger arbeitete dort ab 1968 als freischaffende Karikaturistin und wirkte ab dieser Zeit auch als eine der Stammzeichnerinnen der DDR-Satirezeitschrift Eulenspiegel. Sie zeichnet insbesondere politische Karikaturen, Cartoons und Fernsehcartoons. 
Barbara Henniger war bis 1990 Mitglied des Verbands Bildender Künstler der DDR und des Verbands der Journalisten der DDR.
Sie hat eine Tochter.

## Fotografische Darstellung Barbara Hennigers
- Klaus Morgenstern: Barbara Henniger (1986)[2]

## Ausstellungen (unvollständig)

### Einzelausstellungen in der DDR
- 1986: Arneburg
- 1986: Gotha

### Teilnahme an zentralen und wichtigen regionalen Ausstellungen in der DDR
- 1977 bis 1988: VIII. bis X. Kunstausstellung der DDR, Dresden
- 1981: Dresden, Ausstellungszentrum am Fučík-Platz („25 Jahre NVA“)
- 1985: Erfurt, IGA („Künstler im Bündnis“)
- 1986: Greiz, Sommerpalais der Staatlichen Museen (4. Karikaturenbiennale der DDR mit „Satiricum ´86“)
- 1988: Berlin, Ausstellungszentrum am Fernsehturm („America latina. Lateinamerika in der bildenden Kunst der DDR“)

### Ausstellungen seit der deutschen Wiedervereinigung
- 2010: WeibsBilder! Karikaturen von Barbara Henniger und Hogli, Ausstellung zum Kulturlandjahr Brandenburg 2010, Altes Militärwaisenhaus Potsdam
- 2010: Je oller, je doller Klassiker der ostdeutschen Karikatur, Gemeinschaftsausstellung. Kunstspeicher Friedersdorf
- 2012: POSITIV DENKEN! Alten Schulscheune, Diensdorf-Radlow
- 2013: Gegen den Strich. Mit Klaus Stuttmann und Rainer Ehrt. Galerie 30 LINKS, Berlin
- 2013: Alles schon gelacht? Cartoonmuseum Luckau
- 2015: Hinterm Prellbock geht's weiter! Prellbock, Groß Mützenau
- 2016: Wo geht's lang? Museum Viadrina in Frankfurt (Oder)
- 2016: „Endspurt“ – satirische Zeichnungen von damals bis morgen. Rathaus Havelberg
- 2020: Satirische Cartoons 1989 bis heute. Galerie Anke Zeisler, Berlin

## Auszeichnungen
- 1980: Preis im Karikaturenwettbewerb zu den Olympischen Sommerspielen in Moskau

- 1984: Kunstpreis der DDR
- 1985: „Goldener Hut“, 1. Preis des International Cartoon Contest in Knokke (Belgien)
- 1987: Algerischer Ehrenpreis des 2. Karikaturenfestivals in Bordj El Kiffan
- 1991: „Goldener Gothaer“, 1. Platz der 1. „Gothaer Karikade“ in Gotha
- 1998: Preis des 1. Internationalen Cartoonfestivals in Langnau im Emmental (Schweiz)
- 1999: „Silberner Gothaer“, 2. Platz der 9. „Gothaer Karikade“
- 2001: Deutscher Karikaturenpreis in Dresden, Publikumspreis
- 2003: Karikaturenwettbewerb „Was ist sozial?“ in Berlin, 1. Preis
- 2006: Deutscher Karikaturenpreis, „Geflügelter Bleistift“ in Gold
- 2012: Deutscher Karikaturenpreis, Preis für das Lebenswerk
- 2017: e.o.plauen Preis

## Publikationen mit Karikaturen Barbara Hennigers
- Barbaras praktische Linke. Eulenspiegel, Berlin 1978.
- Im Paradies und anderswo. Eulenspiegel, Berlin 1987, ISBN 3-359-00152-4.
- Wolfgang Eckert: Sachsen. Der fröhliche Reiseführer für alle, die Nachfahren des starken August an Elbe, Pleisse und Mulde sowie die „säggssche Gemiedlichkeed“ aufspüren wollen. Tomus, München 1992, ISBN 3-8231-0560-4.
- mit Klaus Steffen: Essen wie Erich. Eulenspiegel, Berlin 1996, ISBN 3-359-00819-7.
- Unsere Deutsche Demokratische Republik. Rowohlt, Berlin 1998, ISBN 3-87134-336-6.
- Gegenverkehr. Verkehrsmuseum, Dresden 1999.
- Hallo, Herr Nachbar … Eulenspiegel, Berlin 2003, ISBN 3-359-01460-X.
- WeibsBilder! Karikaturen von Barbara Henniger und Hogli. Schaltzeit Verlag, Berlin 2010, ISBN 3-941362-05-4.